# Fjärde kolerapandemin
Den fjärde kolerapandemin var en pandemi av kolera som ägde rum mellan år 1863 till 1875.  Den är känd som den fjärde av flera kolerapandemier som ägde rum i Asien och Europa under 1800- och 1900-talet, och den föregicks av den tredje kolerapandemin och följdes av den femte kolerapandemin. 
Pandemin började i Indien och spred sig därifrån med pilgrimerna till Mecka genom Mellanöstern till Europa, USA, Afrika och Ryssland. Under denna pandemi befästes kunskapen om dess orsaker genom att de tidigare erfarenheterna från det förra utbrottet från 1854 konstaterades stämma i London, där det dåliga avloppssystemet, som man beslutat förbättra efter 1854 års epidemi men ännu inte fått klart, förorsakade höga dödstal. 

## Historik
1863 började koleran en vandring från Indien till Europa, men nu på en alldeles ny väg, jämfört med tidigare utbrott. Den överfördes nämligen med pilgrimer från Bombay till Jemen och övriga delar av Arabien samt härjade med våldsamhet 1865 bland pilgrimsskarorna i Mekka, vilka i vild flykt släpade den med sig till Egypten, Konstantinopel, Malta, Italien och södra Frankrike. Från dessa trakter översvämmade koleran snart hela Europa.
I Sverige fick farsoten en rätt vidsträckt utbredning och gick då ända upp till Haparanda.
Efter några års vila väcktes sedan koleran 1871 åter till liv i en del europeiska stater. Även i Sverige kom den till synes, men mycket lindrigt, nämligen i Gävle 1872 samt i Höganäs, Helsingborg och några andra orter i Skåne 1873.